# 新時代廣場 (北角)

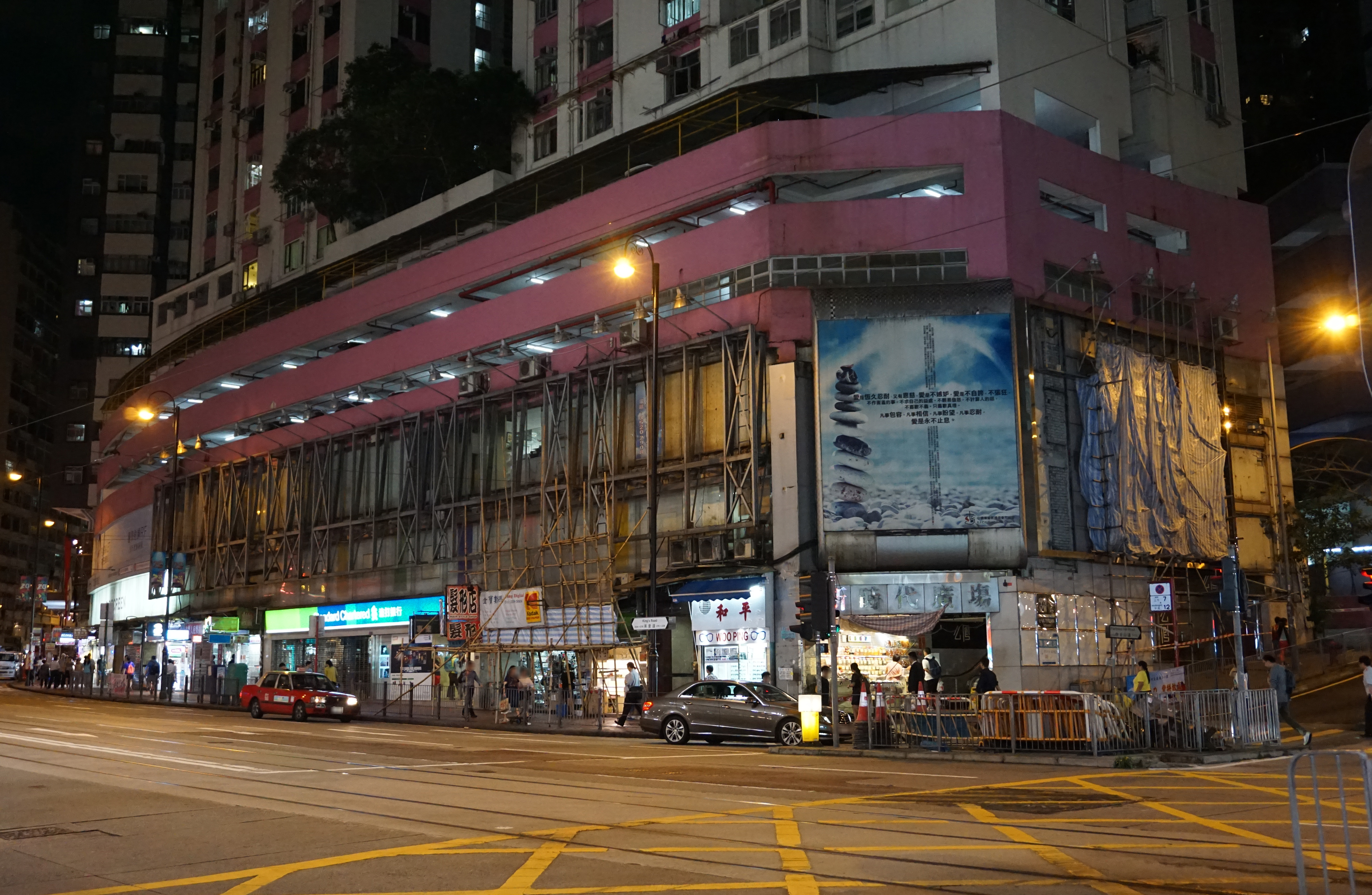
北角新時代廣場

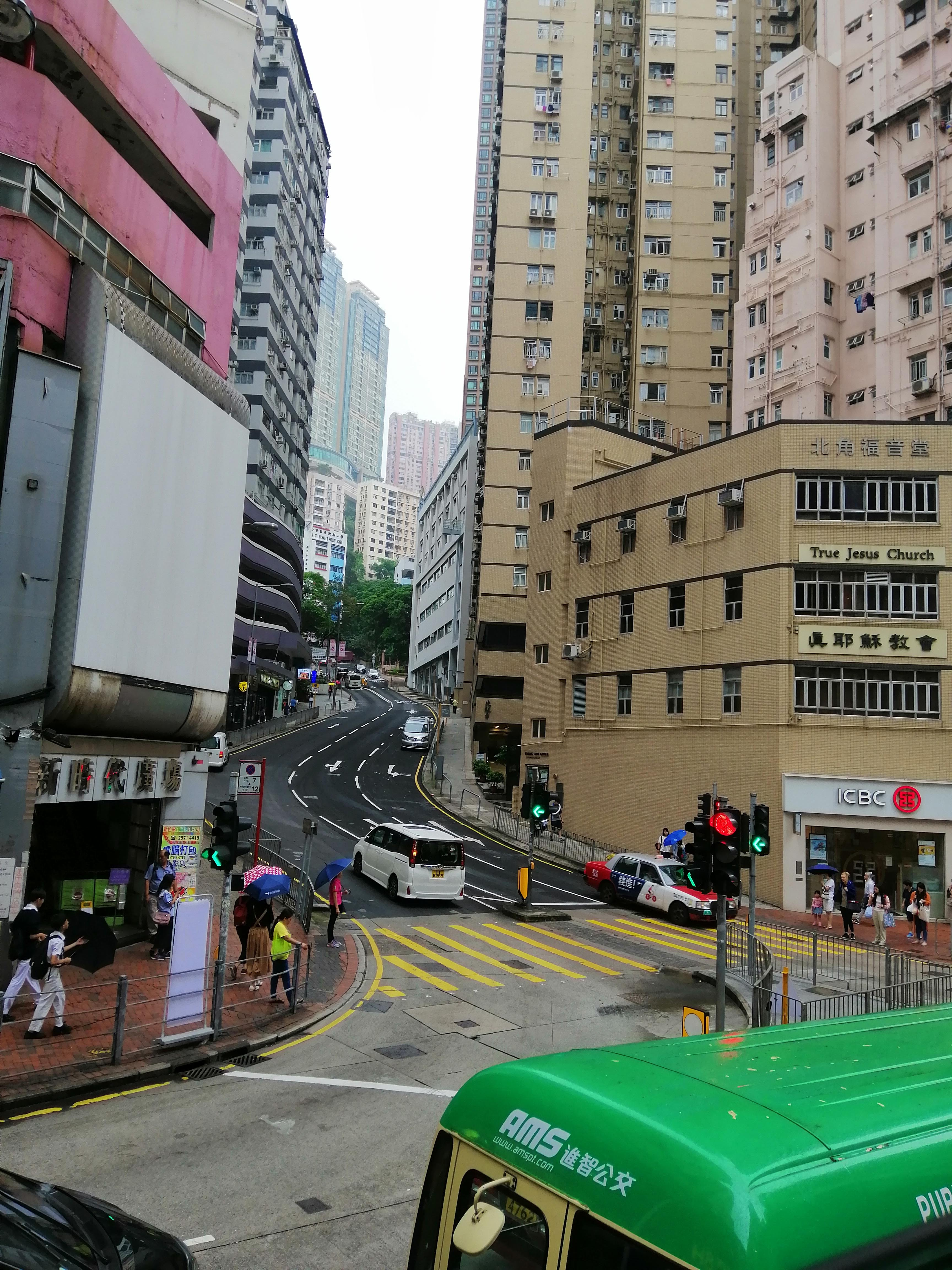
圖左為新時代廣場

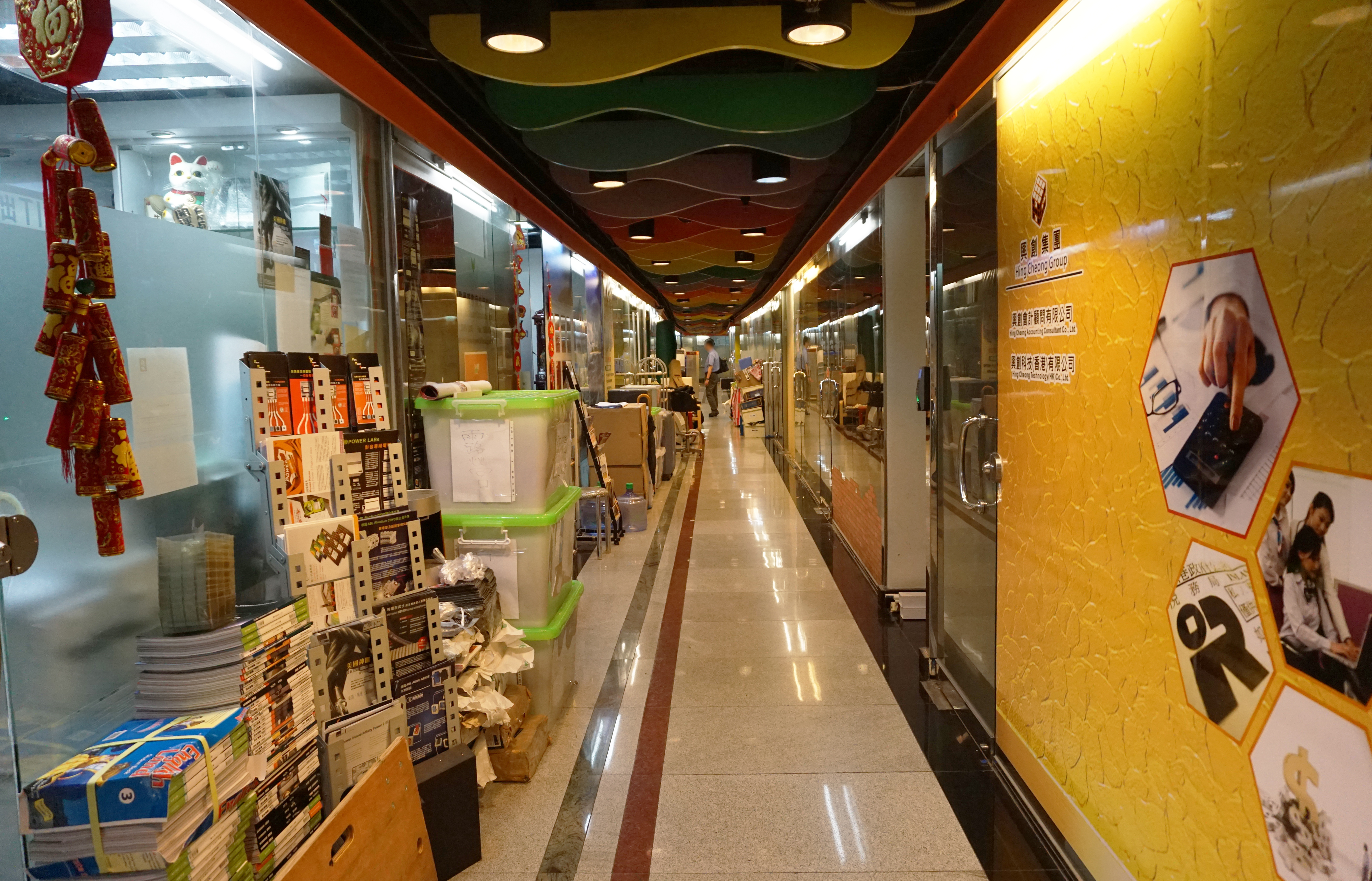
廣場1樓

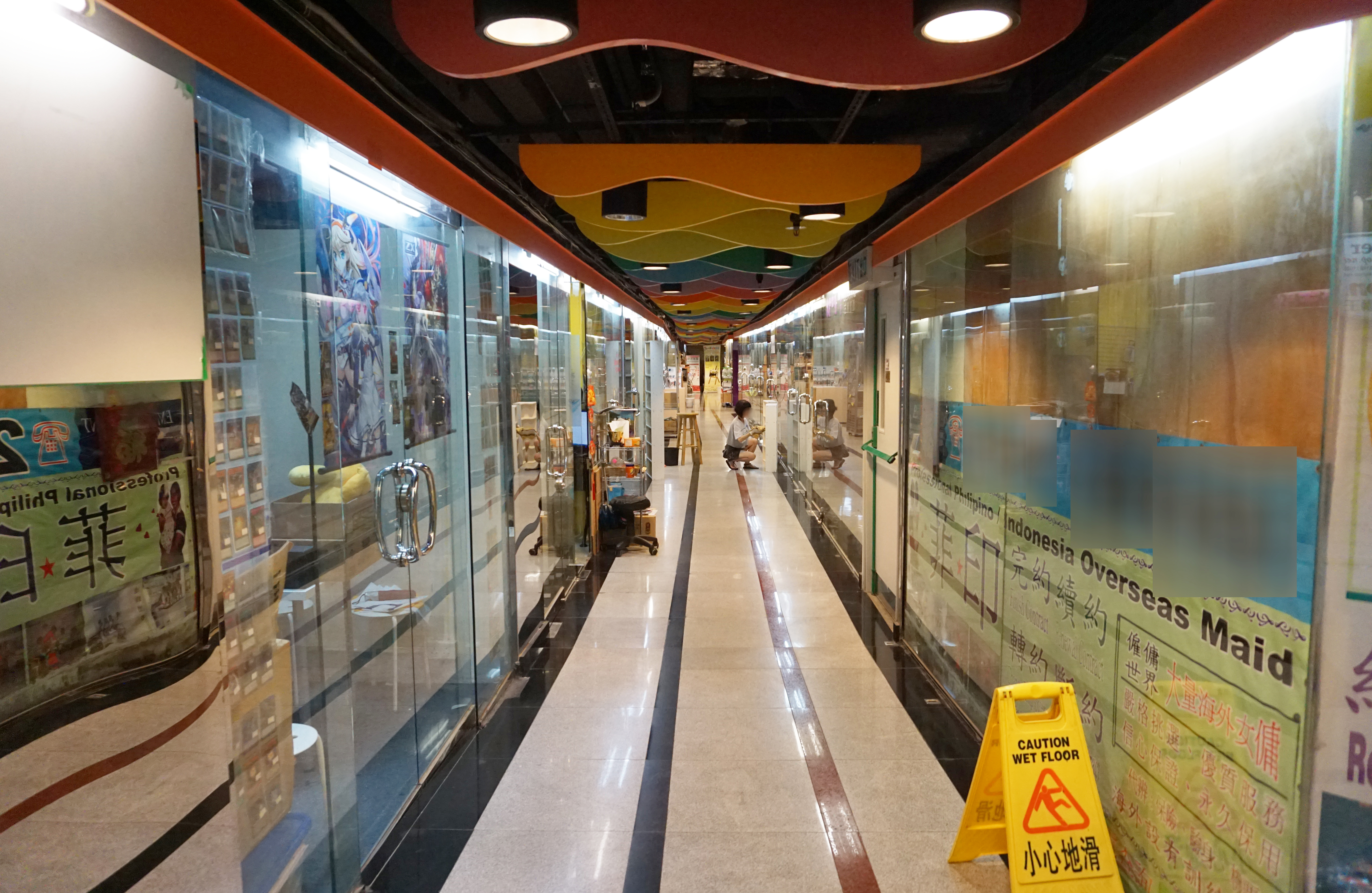
廣場2樓

新時代廣場（英語：New Trend Plaza）是香港炮台山英皇道278-288號北角中心大廈的1及2樓商場，地下則名為英皇柏麗大道購物中心（英語：King's Park Lane）。
新時代廣場在1974年啟用（51年前），大廈的1及2樓七十年代曾出租予雲華酒樓，八十年代變成世運酒樓，之後再租予裕華國貨。1993年，當時的業主均偉投資有限公司替新時代廣場進行翻新，並將商場名稱改為新時代廣場和分拆成180個鋪位出售。
1990年代，新時代廣場的租戶包括遊戲卡店、漫畫店、玩具店、精品店和影印店等。現時，新時代廣場有不少空置的鋪位，餘下的租戶主要是補習社、僱傭代理和中醫診所。

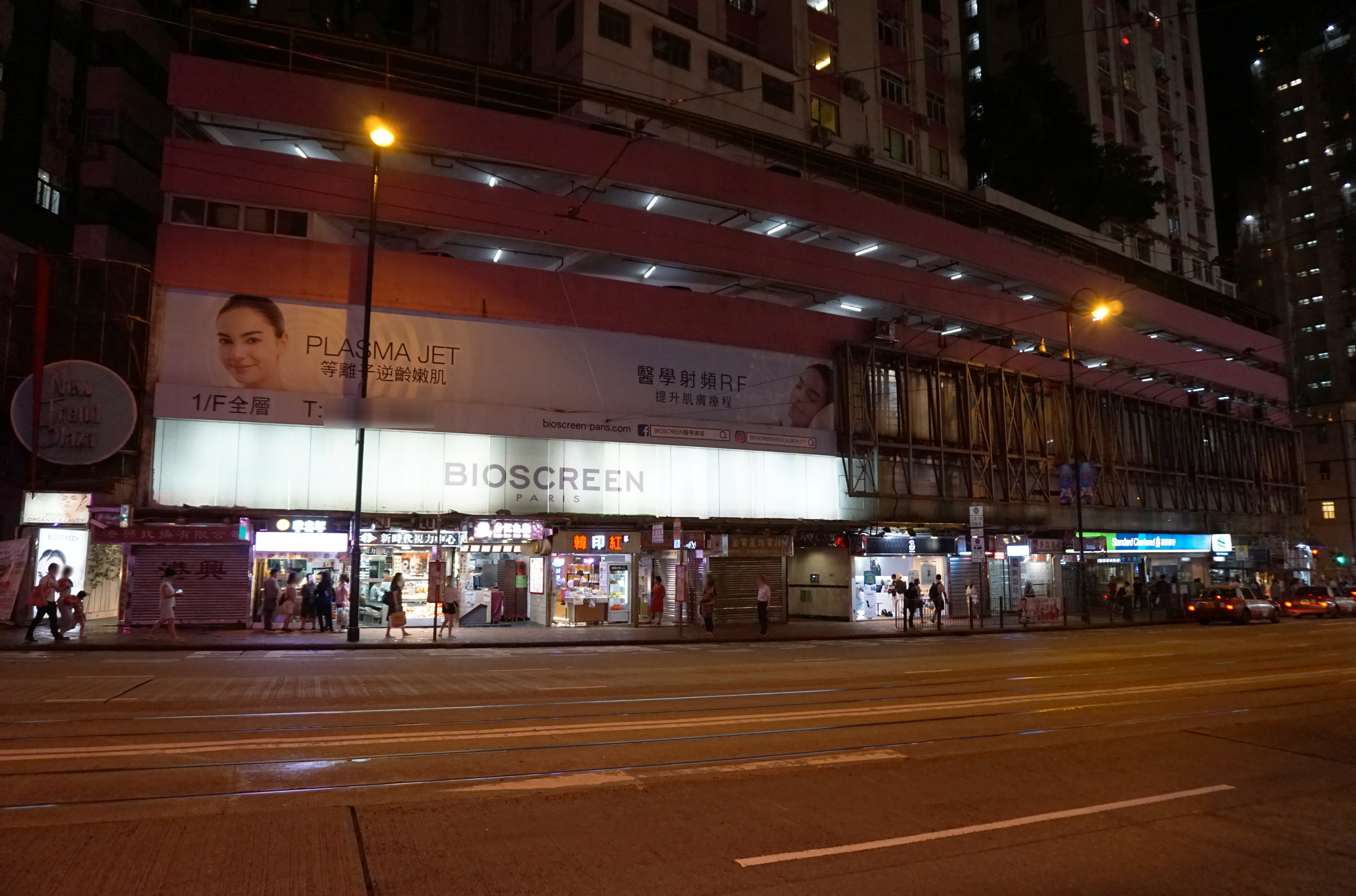
英皇柏麗大道購物中心
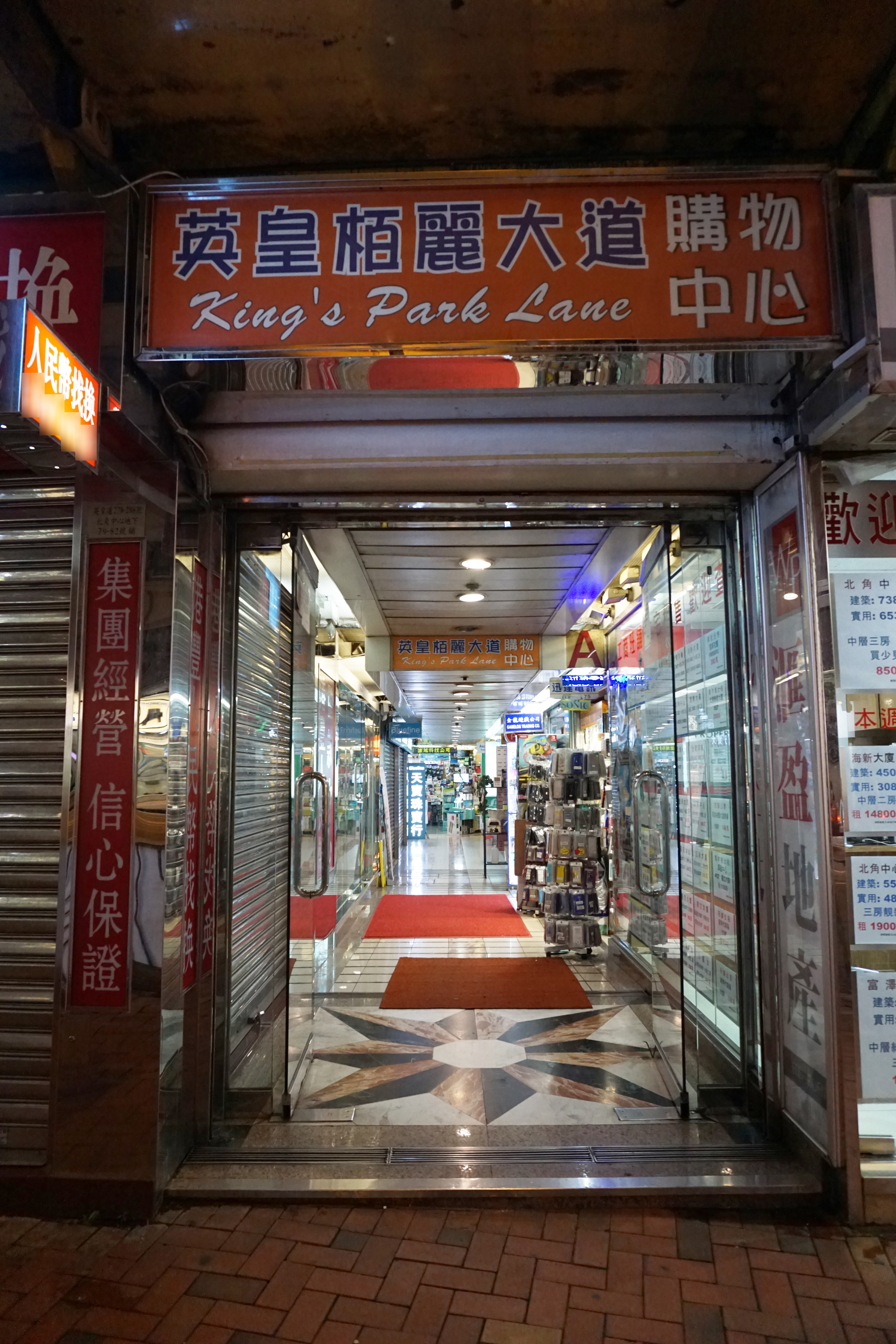
中心內貌（1）
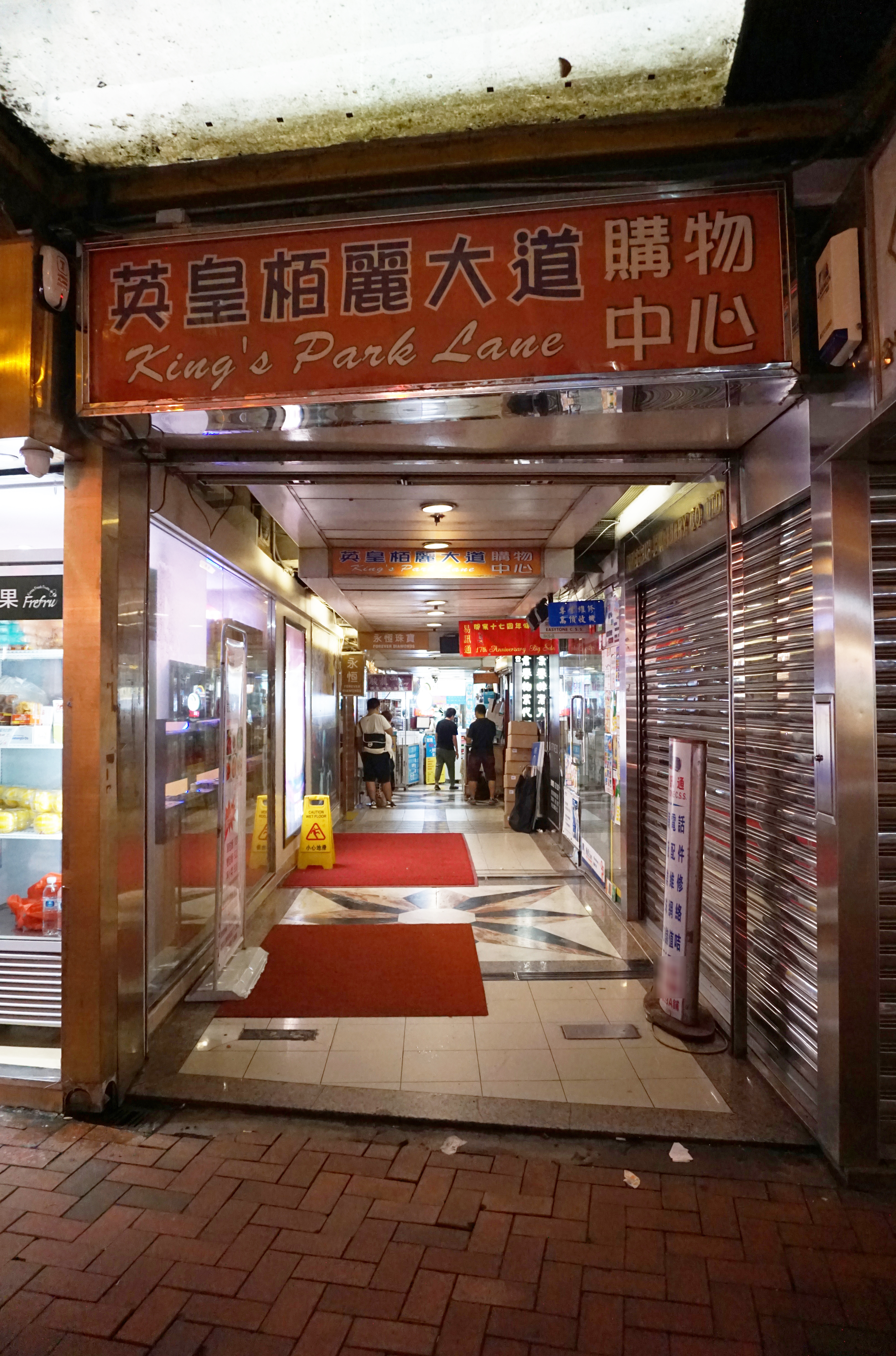
中心內貌（2）

## 流行文化
1998年，新時代廣場成為香港電影《生化壽屍》的主要拍攝場地。